# Hans Wermdalen
Hans Erik Lennart  Wermdalen, född 30 december 1936, är en svensk jurist och tidigare säkerhetschef. 
Wermdalen avlade distriktsåklagarexamen vid juridiska fakulteten i Stockholm 1962. Han verkade sedan inom polisen och blev 1971 e.o. byråchef på Rikspolisstyrelsens säkerhetsavdelning. År 1975 blev han koncernsäkerhetschef vid L M Ericsson och grundade branschorganisationen Swesec där han var ordförande mellan 1982 och 1996. Dessutom var han tillförordnad vd på Securitas och sedan vice vd.
Wermdalen har varit aktiv i ASIS International, bland annat som ordförande i den svenska avdelningen. Wermdalen har varit styrelsemedlem samt ordförande för ASIS International Affairs. När han lämnade styrelsen utnämndes han till livstidsmedlem i ASIS.
År 2011 tilldelades Wermdalen säkerhetstidningen Detektors utmärkelse Lifetime Achievement Award för sitt "mångåriga engagemang att utveckla säkerhetsbranschen".

## Hans Wermdalens säkerhetsstipendium
Hans Wermdalens säkerhetsstipendium är ett stipendium som delas ut varje år av branschorganisationen Swesec och Företagsuniversitetet. Stipendiet, som instiftades av Wermdalen, syftar bland annat till att "uppmärksamma innovatörer av särskilt intressanta och/eller betydelsefulla systemlösningar, tjänster och produkter". Bland mottagarna finns Scandic Hotels säkerhetschef Peter Claeson, Missing Peoples grundare Jessicka Kangasniemi, SSF Stöldskyddsföreningens vd Annika Brändström och chefredaktören på Detektor och SecurityWorldHotel.com Lennart Alexandrie.